# A Real Live Dolly
A Real Live Dolly är ett livealbum av Dolly Parton, släppt i juli 1970.  Det spelades in den 25 april 1970 i Sevierville, Tennessee, USA.

## Albuminformation
Albumet spelades in vid Sevierville High School i Dolly Partons hemort, under den årliga "Dollydagen". Då firade man henne som en berömd elev. Det arrangerades av Porter Wagoner, som medverkar på flera spår.
Två sånger som togs bort från albumet ("Coat of Many Colors", "Just Because I'm a Woman") lades på en återutgåva av Dolly Partons första soloalbum på RCA, Just Because I'm a Woman.  

## Låtlista
1. "Introduction by Cas Walker"
2. "Wabash Cannonball"
3. "You Gotta Be My Baby"
4. "Tall Man"
5. "Dumb Blonde / Something Fishy / Put It Off Until Tomorrow"
6. "My Blue Ridge Mountain Boy"
7. "Y'all Come"
8. "Bloody Bones (A Story for Kids)"
9. "Presentation"
10. "Comedy By Speck Rhodes"
11. "Run That By Me One More Time" (med Porter Wagoner)
12. "Jeannie's Afraid Of The Dark" (med Porter Wagoner)
13. "Tomorrow Is Forever" (med Porter Wagoner)
14. "Two Sides To Every Story" (med Porter Wagoner)
15. "How Great Thou Art"

## Listplaceringar
| Lista (1970)          | Topplaceringar |
| --------------------- | -------------- |
| Billboard 200 (USA)   | 154            |
| US Top Country Albums | 32             |